# J2ME
J2ME (Java 2 Micro Edition) là một nhánh của ngôn ngữ lập trình Java để phát triển các ứng dụng trên điện thoại di động hay các thiết bị cầm tay nhỏ gọn khác.

## Lịch sử
J2ME được phát triển từ kiến trúc Java Card, Embeded Java vf Personal Java của phiên bản Java 1.1. Đến sự ra đời của Java 2 thì Sun quyết định thay thế Personal Java và được gọi với tên mới là Java 2 Micro Edition, hay viết tắt là J2ME. 
Đúng với tên gọi, J2ME là nền tảng cho các thiết bị có tính chất nhỏ gọn.
Việc cài đặt cần có các công cụ sau:
- J2SDK - cần thiết cho việc biên dịch, chứa các class cơ bản và bộ các công cụ lập trình.
- J2RE - Máy ảo để chạy code Java
- J2ME wireless toolkit - Bộ công cụ chuẩn để biên dịch code J2ME của Sun Microsystem.
- IntellJ IDEA - Công cụ biên soạn code Java thông dụng.

Thứ tự cài đặt là J2SDK; tiếp theo bởi J2RE, J2ME wireless toolkit; sau đó là IDEA; rồi thiết lập đường dẫn cần thiết trong IDEA tới vị trí của J2SDK, J2RE và Wireless Toolkit đã cài.